# Germania Est ai X Giochi olimpici invernali
La Germania Est partecipò ai X Giochi olimpici invernali, svoltisi a Grenoble, Francia, dal 6 al 18 febbraio 1968, con una delegazione di 57 atleti impegnati in nove discipline.

## Medagliere

### Per discipline
| Sport                 | Oro | Argento | Bronzo | Totale |
| --------------------- | --- | ------- | ------ | ------ |
| Slittino              | 1   | 1       | 1      | 3      |
| Pattinaggio di figura | 0   | 1       | 0      | 1      |
| Combinata nordica     | 0   | 0       | 1      | 1      |
| Totale                | 1   | 2       | 2      | 5      |

### Medaglie
| Medaglia | Atleta                              | Sport                 | Evento                          |
| -------- | ----------------------------------- | --------------------- | ------------------------------- |
| Oro      | Klaus-Michael Bonsack Thomas Köhler | Slittino              | Doppio                          |
| Argento  | Gabriele Seyfert                    | Pattinaggio di figura | Pattinaggio di figura femminile |
| Argento  | Thomas Köhler                       | Slittino              | Singolo maschile                |
| Bronzo   | Andreas Kunz                        | Combinata nordica     | Maschile                        |
| Bronzo   | Klaus-Michael Bonsack               | Slittino              | Singolo maschile                |